# Cristian Pavón
Cristian Pavón (Córdoba, 21 januari 1996) is een Argentijns voetballer die doorgaans als vleugelspeler speelt. Hij verruilde Talleres in juli 2014 voor Boca Juniors. Pavón debuteerde in 2017 in het Argentijns voetbalelftal.

## Clubcarrière
Pavón speelde in de jeugd bij Talleres. Hiervoor maakte hij op 7 december 2013 zijn debuut in het eerste elftal, tijdens een wedstrijd in de Primera B Nacional uit tegen Villa San Carlos. Hij maakte dat seizoen vier doelpunten in negentien competitieduels. Pavón verruilde Talleres in juli 2014 voor Boca Juniors, dat hem direct voor een halfjaar verhuurde aan Colón. Daarvoor maakte hij vijf doelpunten in twintig competitieduels in de Primera B.
Pavón debuteerde op 5 april 2015 voor Boca Juniors in de Argentijnse Primera División, tegen Huracán. Vijftien dagen later maakte hij zijn eerste treffer voor Boca, in een competitiewedstrijd tegen Lanús.

## Clubstatistieken
| Seizoen     | Club         | Competitie          | Competitie | Competitie | Beker | Beker | Internationaal | Internationaal | Totaal | Totaal |
| Seizoen     | Club         | Competitie          | Wed.       | Dlp.       | Wed.  | Dlp.  | Wed.           | Dlp.           | Wed.   | Dlp.   |
| ----------- | ------------ | ------------------- | ---------- | ---------- | ----- | ----- | -------------- | -------------- | ------ | ------ |
| 2013/14     | Talleres     | Primera B Nacional  | 19         | 4          | 1     | 0     | —              | —              | 20     | 4      |
| 2014        | Boca Juniors | Primera División    | —          | —          | —     | —     | —              | —              | 0      | 0      |
| 2014        | → Colón      | Primera B Nacional  | 20         | 5          | 1     | 0     | —              | —              | 21     | 5      |
| 2015        | Boca Juniors | Primera División    | 6          | 2          | 1     | 0     | 2              | 0              | 9      | 2      |
| 2016        | Boca Juniors | Primera División    | 3          | 0          | 4     | 3     | 8              | 4              | 15     | 7      |
| 2016/17     | Boca Juniors | Primera División    | 30         | 9          | 3     | 0     | —              | —              | 33     | 9      |
| 2017/18     | Boca Juniors | Primera División    | 26         | 6          | 2     | 0     | 14             | 3              | 42     | 9      |
| 2018/19     | Boca Juniors | Primera División    | 15         | 4          | 1     | 0     | 4              | 0              | 20     | 4      |
| 2019        | → LA Galaxy  | Major League Soccer | 2          | 0          | 0     | 0     | 0              | 0              | 2      | 0      |
| Club totaal | Club totaal  | Club totaal         | 121        | 30         | 13    | 3     | 28             | 7              | 162    | 40     |

Bijgewerkt op 16 augustus 2019

## Erelijst
| Kampioen Primera División | 2x | 2016/17, 2017/18 |

## Interlandcarrière
Pavón debuteerde in 2015 in Argentinië –20. Eerder speelde hij voor Argentinië –17. In 2018 nam hij met Argentinië deel aan het WK 2018.